# 高級中學數理及資訊學科能力競賽
普通型高級中等學校數理及資訊學科能力競賽，可簡稱為學科能力競賽，是中華民國教育部於每年下半葉所舉辦的大型競賽，參加對象為高中生，競賽科目包含數學、物理、化學、生物、地球科學、資訊科學六科。由於學科能力競賽的選手由各學校依分配名額推介，因此在中等教育圈中具有各高中間相互較勁的意味；每年競賽成果均為媒體所關注。
由於臺灣申請入學制度的逐漸普遍，學科能力競賽作為個人備審資料（履歷）的重要性也逐漸得到重視。同時對於使用特殊選才管道入學的學生，由於特殊選才看重學生在特定項目的能力，學科能力競賽重要性更是相當高，許多校系更是直接以學科能力競賽成績作為招生門檻。

## 競賽內容
學科能力競賽在1990年代以前作為國際科學奧林匹亞的預備競賽，由各校選拔選手，再由當中的優勝者代表中華民國出賽。1990年代奧林匹亞選拔門檻放寬以後，學科能力競賽推薦至奧林匹亞選手訓練計畫之人數下降。在2007年之前，因無國際地球科學奧林匹亞，故全國決賽地球科學科例外為該科之最高等級競賽。以2017年來說，只有各科目全國排行前10名才得以繼續升級。
學科能力競賽分為三階段：校內初賽、各大區複賽、全國決賽。大區複賽測驗由臺北市政府教育局（臺北區）、新北市政府教育局（新北區）、臺中市政府教育局（中投區）、高雄市政府教育局（高雄區）、教育部國民及學前教育署（國教署負責區）辦理，內容約為高中三年級至大學一、二年級難度；全國決賽由教育部主辦，大約等同各科奧林匹亞競賽難度。學科能力競賽從校內初賽到各科目全國決賽結束，前後時距約為三個月 。全國決賽一等獎3名，獎金數額新臺幣15000元；二等獎7名，獎金10000元；三等獎10名，獎金7500元。
學科能力競賽主要分為二大類科目，數理（數學、物理、化學、生物、地球科學）和資訊兩大類。數理科目以筆試、實驗設計與操作、口試為主；部分科目除了競賽之外，還會安排額外的非考試性參訪活動。資訊科目則以程式設計為主，比賽方式接近一般的演算法競賽，可使用解題語言限制為C、C++。依照競賽計畫規定，學科能力賽的競賽命題範圍以普通型高級中等學校課程教材範圍為原則，並包含部分相關基礎科學理論題目，以評測參加學生之潛能。

## 爭議
由於學科能力競賽的難度較高，且未設置確定的考試範圍，在準備學科能力競賽的過程上，有部分學生表示，會多參照舊課綱的及教師手冊的補充內容以加強加強課外相關知識，補充知識內涵。2017年，全國教師工會總聯合會就曾批評，學科能力競賽及其他類似性質比賽「讓師生疲於奔命，更耗費大量人力與經費」，引發準備競賽對於教師教學負擔的質疑；時任教育部政務次長姚立德承諾，會要求教育部辦理的學科能力競賽配合課綱規劃辦理。